# 509. padalski pehotni polk (ZDA)
509. padalski pehotni polk (izvirno angleško 509th Parachute Infantry Regiment; kratica 509. PIR) je bila padalska enota Kopenske vojske Združenih držav Amerike.

## Zgodovina
Polk je bil ustanovljen 10. decembra 1943 in julija 1944 je bil dodeljen 1st Airborne Task Force. Med vojno so deli bataljona opravili 4 bojne skoke, medtem ko je bataljon kot celota opravil dva. Polk je bil razpuščen 1. marca 1945 v Franciji; moštvo so dodelili 82. zračnoprevozni diviziji.